# 상대동 (진주시)
상대동(上大洞)은 대한민국 경상남도 진주시의 동이다.

## 개요
상대동은 옛날 진주군 도동면 지역으로 1914년 3월 1일 이들 지역의 각 일부를 통합하여 도동면 상대리라 하였고, 1938년 7월 1일에는 도동면을 해체하고 진주읍으로 편입되어 진주군 진주읍 상대리라 하였다.
1939년 10월 1일 진주읍이 진주부로 승격되었고, 1949년 8월 15일 진주부가 진주시로 개칭되어 진주시 상대동이라 하였다. 지금처럼 상대동을 상대1,2동으로 분리한 것은 1982년 9월 1일이었고, 1992년 10월 12일 상대2동을 다시 하대동으로 분동하여 법정2개동, 행정 28통, 134개반, 총면적 1.7km2로 하였다.
2017년 1월 1일 상대1,2동을 상대동으로 합동하였다.

## 행정 구역
- 상대동

## 관광
- 상대동 고분군

## 시설
- 연암도서관